# Popples (série télévisée d'animation)
Pour la série animée de 1986, voir Les Popples (série télévisée d'animation).
Popples est une série animée d'animation  franco-américaine en 52 épisodes de 12 minutes diffusée entre le 30 octobre 2015 et le 24 juillet 2016. 
C'est un remake de la série de 1986 Les Popples.

## Synopsis
Une incroyable espèce de créatures qui peuvent entrer et sortir d'une balle. L'histoire est tirée par l'enthousiasme comique optimiste des BPP (Best Popple Pals) : Bubbles, Sunny, Lulu, Izzy et Yikes. Voulant toujours aider leurs amis, voisins et entre eux, leurs efforts se retournent souvent de manière hilarante et ils doivent passer le reste de l'épisode à essayer de détendre le chaos qu'ils ont causé. Heureusement, ils parviennent toujours à sauver la situation à leur manière.

## Distribution

### Voix françaises
- Bubbles : Nancy Philippot
- Sunny : Audrey d' Hulstère
- Lulu : Fanny Roy
- Izzy : Maia Baran
- Yikes : Kiu Jérôme

### Autres
Noms d'épisodes du studio de doublage français différents des noms de Netflix :
- Pop besoin d'être un génie (S1E2)
- Bonne fête des Poppains ! (S1E4)
- La Fièvre du Pop'n Hop (S1E27)
- Une union im-Pop-sée (S1E32)
- Touche pas à mon Pop-Pain ! (S1E33)
- A-Pop-Cadabra (S1E34)
- Même Pop peur ! (S1E35)
- Pris au Pop-iège (S1E36)
- Il faut Pop-tir à point (S1E37)
- Pop sur le Parc (S1E38)
- Au Pop de la Lune (S1E39)
- Soirée Pop-jama (S1E40)
- Pop-sitters (S1E41)
- L'effet pop-pillon (S1E42)
- Sunny voit double (S1E43)
- Pop-tits mensonges entre poppains (S1E44)
- Pop chance (S1E45)
- Super Popple Bros (S1E46)
- Frankenpopple (S1E47)
- Pop au trésor (S1E48)
- Un pop plus près des étoiles (S1E49)
- Pop-art (S1E50)
- La pop-tite boutique des horreurs (S1E51)
- Les ex-popple-perts (S1E52)

## Épisodes
Les numéros sont ceux de Netflix. Chaque épisode de Netflix en regroupe deux.

### Saison 1
- Ep1. La maison pop-telligente + Au pop de la forme
- Ep2. Pas besoin d'être un génie + Jour de la Saint-Palentin
- Ep3. Robo-pop + La légende de Popfoot
- Ep4. Un pop-arbre pour tous + Bubbles voit double
- Ep5. Un délégué au poil + Un pop-phone qui vous veut du bien

### Saison 2
- Ep1. Un succès qui fait Pop + Un Popple sans fin
- Ep2. La malédiction de Popple Pete le Pirate + Une maîtresse au Pop
- Ep3. Au Pop de la loi… + Pop-la comme Sunny
- Ep4. On a marché sur la Poplune + Pop-activités pour tous !
- Ep5. Les Pop-posés s'attirent + La Pop recette de Lulu
- Ep6. Un discours Pop-liqué + Votez Bubbles !
- Ep7. Iron Pop + Pop-tervention
- Ep8. L'erreur est Pop-ssible + Le retour des Popvenants
- Ep9. La fièvre du Pop 'n' hop + Qui arrêtera Robo-Pop ?
- Ep10. Popple Star + Pop-blèmes en cascade

### Saison 3
- Ep1.  Télé-Popples + Méli-mélo
- Ep2.  Popains de jardin + Apopcadabra
- Ep3.  Le fantôme de Popple-Parc + Débâcle au centre Popmercial
- Ep4.  La grande Pop-course + Le parc d'attractions de Popland
- Ep5.  La Poplune rose + Soirée Pop-jama entre Popines
- Ep6.  Pop-sitting + Yikes apprend sa leçon
- Ep7.  Petits mensonges entre amis + Le chouchou Pop-te bonheur
- Ep8.  Polly-copie + Réalité Pop-virtuelle
- Ep9.  Lulu sur le Pop-podium + Pop secret
- Ep10.  Popple mouillé + Pop art
- Ep11.  Popzilla + Le Popple qui en savait trop (62)